# Zeedorpenlandschap
Het zeedorpenlandschap is een duinlandschap rondom nederzettingen in het Nederlandse duingebied. Dit duinlandschap is ontstaan in het kalkrijke Renodunaal District in de duinen tussen Bergen aan Zee en Den Haag. Zeedorpenlandschappen komen voor ten noorden en ten zuiden van Egmond aan Zee, bij Castricum, Wijk aan Zee, IJmuiden, Zandvoort en Katwijk.

## Ontstaan
Zeedorpenlandschappen zijn tussen 1500 en 1900 ontstaan als gevolg van het agrarisch gebruik van de duinen door de bewoners van de nederzettingen. De duinen werden door vee begraasd en soms ten dele benut voor het verbouwen van groenten. De voedselarme duinen werden door het agrarisch gebruik steeds verder verarmd, waardoor het duinlandschap gevoelig werd voor verstuiving en erosie. Er ontstond een bijzondere kruidenrijke vegetatie, die nog steeds als een van de meest waardevolle van de Nederlandse duinen wordt beschouwd. Na 1900 veranderde het oude gebruik. De duinen werden niet meer integraal als landbouwgebied gebruikt, maar op geschikte plaatsen legden inwoners van de dorpen complexen van moestuintjes aan, die werden uitgegraven tot op het grondwater. In het overige deel van het duin verdween het agrarisch gebruik.

## Vegetatie
De vegetatie van het zeedorpenlandschap wordt gerekend tot de fakkelgras-orde. Smal fakkelgras (Koeleria macrantha) is het meest in het oog springende gras. Er komen een aantal in Nederland zeldzame plantensoorten voor, zoals oorsilene (Silene otites), nachtsilene (Silene nutans), kegelsilene (Silene conica), grote tijm (Thymus pulegioides), echt bitterkruid (Picris hieracioides), bitterkruidbremraap (Orobanche picridis), blauwe bremraap (Orobanche purpurea), walstrobremraap (Orobanche caryophyllacea) en beemdkroon (Knautia arvensis). Rond Wijk aan Zee is het in Nederland zeer zeldzame hondskruid te vinden.

## Duinlandschappen
Volgens de indeling van de duinecoloog Henk Doing behoort het zeedorpenlandschap tot het fakkelgraslandschap of K-landschap. Door de ligging achter de zeereep zijn er echter ook duidelijke elementen aanwezig van het dauwbraamlandschap of R-landschap.